# Hochschule Harstad

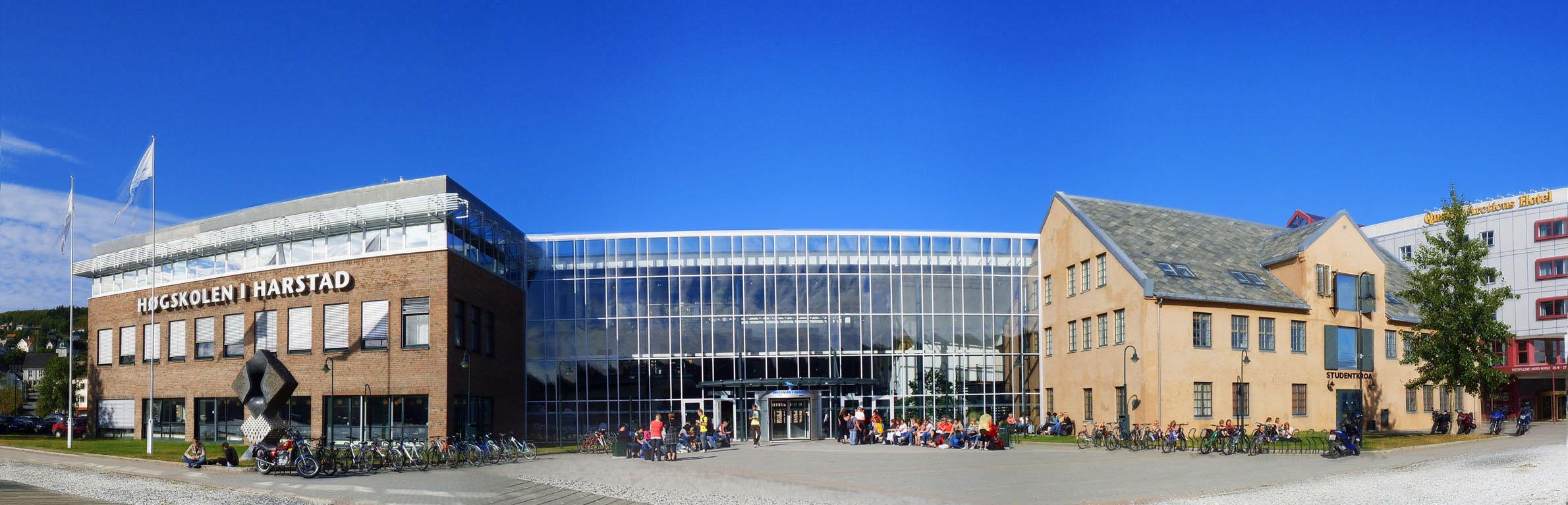
Hochschule Harstad

Die Hochschule Harstad (norwegisch: Høgskolen i Harstad) ist eine staatliche Hochschule in Norwegen mit rund 1600 Studenten, 120 Angestellten (2006) und Sitz in der Stadt Harstad.
Die Hochschule Harstad (HiH) wurde am 1. August 1994 gegründet und gliedert sich heute in zwei Institute.